# Popiersie Józefa Szanajcy w Warszawie
Popiersie Józefa Szanajcy w Warszawie – pomnik Józefa Szanajcy znajdujący się na przy ul. Szanajcy (róg ul. Jagiellońskiej) na warszawskiej Pradze-Północ. Jego autorem jest Bohdan Lachert, a pierwotnie znajdujący się tam odlew z brązu wykonała firma Bracia Łopieńscy. Popiersie odsłonięte zostało 24 września 1979.

## Opis
Popiersie osadzone jest na granitowym cokole. Zamieszczono na nim także napis: Józef Szanajca. Architekt, ur. 1902, poległ pod Płazowem 24.IX.1939. Przyjaciela rzeźbił Bohdan Lachert. Odlany z brązu portret padł ofiarą kradzieży, a znajdujący się tam obecnie jest wykonany z żelaza.
Oryginał z gipsu znajduje się w siedzibie SARP (pałac Konstantego Zamoyskiego), a pozostałe odlewy z brązu w zbiorach rodzin Lachertów i Szanajców. Rzeźba powstała w czasie okupacji niemieckiej. Najpierw Bohdan Lachert poprosił Zofię Trzcińską-Kamińską o wyrzeźbienie wizerunku swojego przyjaciela na podstawie zdjęcia, ale nie był zadowolony z efektu jej prac. W związku z tym zdecydował się wykonać portret samodzielnie, czego dokonał w latach 1943–1944 w swojej pracowni na Saskiej Kępie w domu przy ul. Katowickiej. Fotografia przedstawiająca Bohdana Lacherta stojącego przed rzeźbą Józefa Szanajcy znalazła się na okładce książki Beaty Chomątowskiej pt. Lachert i Szanajca. Architekci awangardy.